# Lucius Aemilius Paullus (consul in 1)
L. Aemilius Paullus (klassiek Latijn: L. Aemilius Paulli f. Paullus), zoon van Paullus Aemilius Lepidus en Cornelia, was een Romeins politicus.
Hij huwde Vipsania Julia Agrippina, de kleindochter van Augustus, die een dochter van Marcus Vipsanius Agrippa en Julia Caesaris maior, de dochter van Augustus, was. Paullus werd daarom de progener van Augustus genoemd. Daar Julia, de dochter van Augustus, de halfzus van Cornelia was, trouwde Paullus met zijn nicht. Hij was in 1 n.Chr. consul samen met Gaius Caesar, zijn schoonbroer en de kleinzoon van Augustus. Ondanks zijn nauwe banden met de keizerlijke familie, nam hij echter deel aan een samenzwering tegen Augustus, waarover we niet goed geïnformeerd zijn. Volgens Ronald Syme zou hij een frater arvalis geweest zijn en pas in 14 n.Chr. worden vervangen door Drusus minor. Dit wijst erop dat hij zou zijn verbannen (vermoedelijk in 6 n.Chr.) en pas in 14 n.Chr. is overleden, waardoor er een plaats in het priestercollege van de fratres arvalis een plaats vrijkwam voor Drusus. Hij werd door damnatio memoriae getroffen.

## Voetnoten
1. ↑  PIR² A 391.[dode link]
2. ↑  Suet., Aug. 19.1, 64.1.
3. ↑  Suet., Aug. 19.1, Claud. 26.1, Schol. ad Juv. VI 158.
4. ↑  The Augustan Aristocracy, Londen, 1986, pp. 115-127, cf. T.D. Barnes, Julia's Child, in Phoenix 35 (1981), pp. 362-363.
5. ↑  CIL VI 2023.
6. ↑  CIL VI 4499.

## Antieke bronnen
- Propertius, IV 11.63.
- Suetonius, Aug. 19.1, 64.1, Claud. 26.1.
- Cassius Dio, LV (lijst van consuls).